# 大衛·安德斯
大衛·安德斯（David Anders，1981年3月11日—）是一位美國演員。他最著名的作品有在特務A中飾演Julian Sark和在英雄中飾演Adam Monroe。他自小就開始參加娛樂活動。

## 外部連結
- 大衛·安德斯在互联网电影资料库（IMDb）上的資料（英文）
- Website - David Anders
- PopGurls 20 Questions with David Anders （页面存档备份，存于）